# Lotta Schelin
Lotta Eva Schelin, tidigare Charlotta Eva Schelin, född 27 februari 1984 i Trångsunds församling i Stockholms län, är en svensk före detta fotbollsspelare (yttermittfältare/anfallare), som sist spelade i FC Rosengård. Där spelade hon med tröja nr 8. Hon spelade 2008–2016 i Olympique Lyonnais och spelade 185 landskamper i Sveriges landslag, i båda lagen med tröjnummer 8. Hon verkar numera som expert på TV4:s fotbollssändningar.
Hennes längd, styrka och anfallsteknik har gjort att bland andra Danmarks förbundskapten Peter Bonde har jämfört henne med Zlatan Ibrahimović. Hennes knappt två år äldre syster och tidigare lagkamrat Camilla Schelin har varit en viktig förebild för henne, liksom Thierry Henry och Tina Nordlund.
30 augusti 2018 avslutade Lotta Schelin fotbollskarriären, efter långvariga skadeproblem efter huvudskada.
Lotta Schelin har även medverkat i Masked Singer Sverige 2021, som karaktären Jokern.

## Biografi

### Tidiga år, seniordebut
Lotta Schelin växte upp i Kållered utanför Göteborg och började spela fotboll som sexåring i Kållereds SK tillsammans med äldre systern Camilla.  Åren 1998–2000 spelade hon i Hällesåkers IF:s juniorlag, eftersom Kållereds SK då lagt ner sitt juniorlag och Schelin inte tyckte att hon ännu var mogen att ta steget upp till seniornivå som 14-åring. "Även om jag var duktig var jag liten och tunn för min ålder".

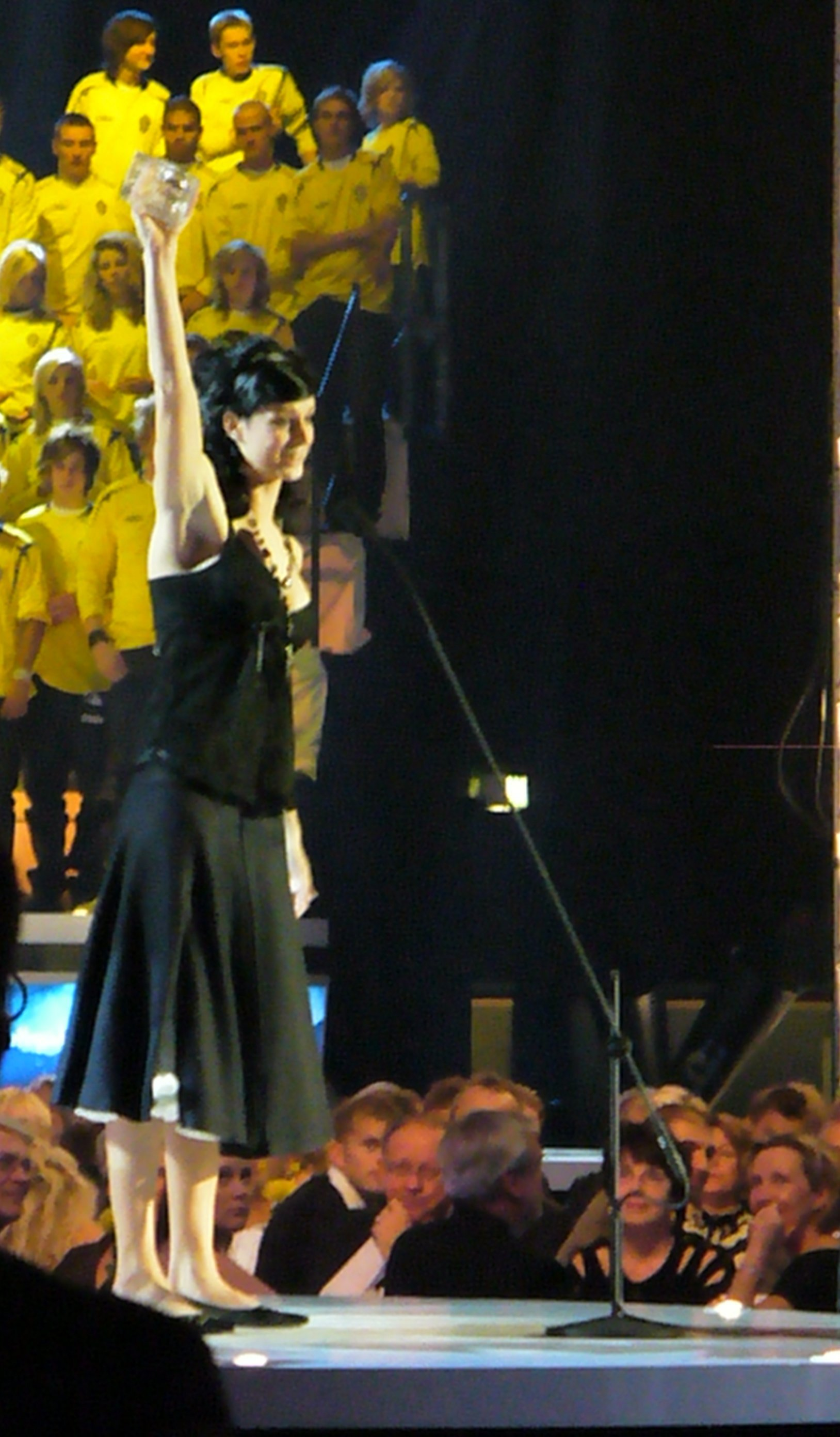
Lotta Schelin tar emot Diamantbollen på Fotbollsgalan för första gången, 2006, med motiveringen: "En sällsynt kombination av artisteri, effektivitet och utstrålning som sprider glädje i laget och hos publiken men förbryllar motståndaren."

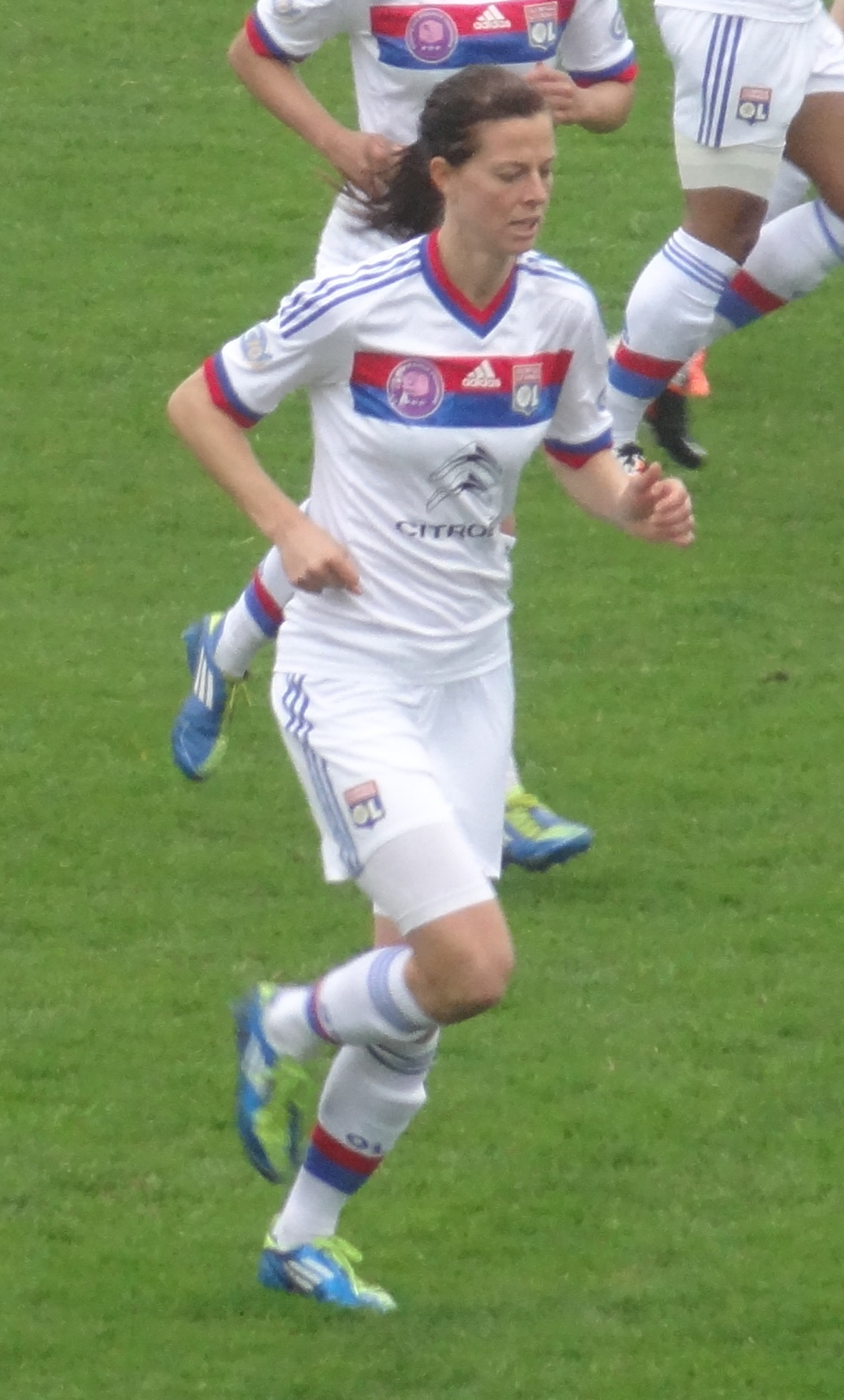
Lotta Schelin med Lyon 2012.

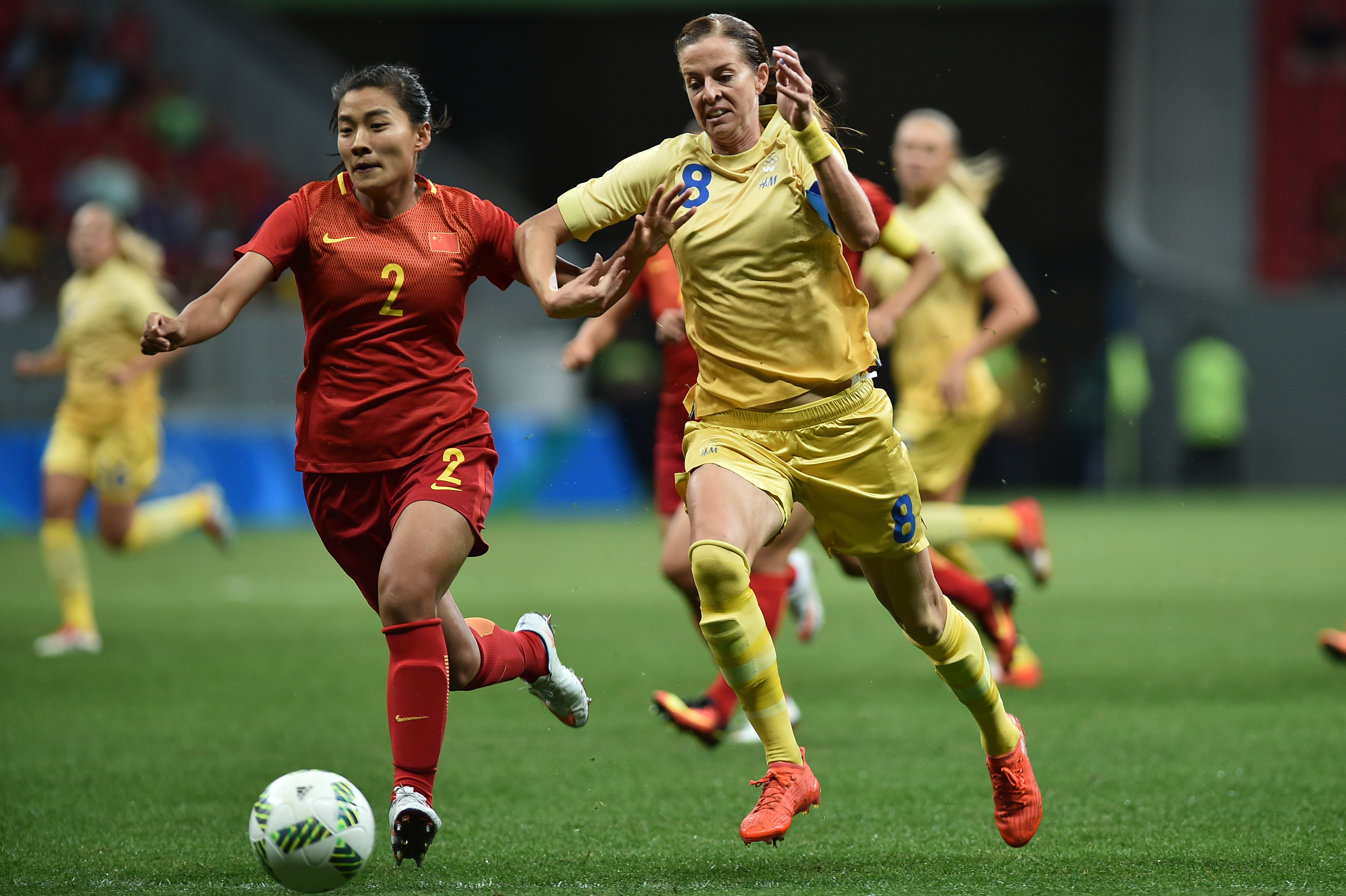
Schelin i matchen mot Kina i OS i Rio de Janeiro 2016.

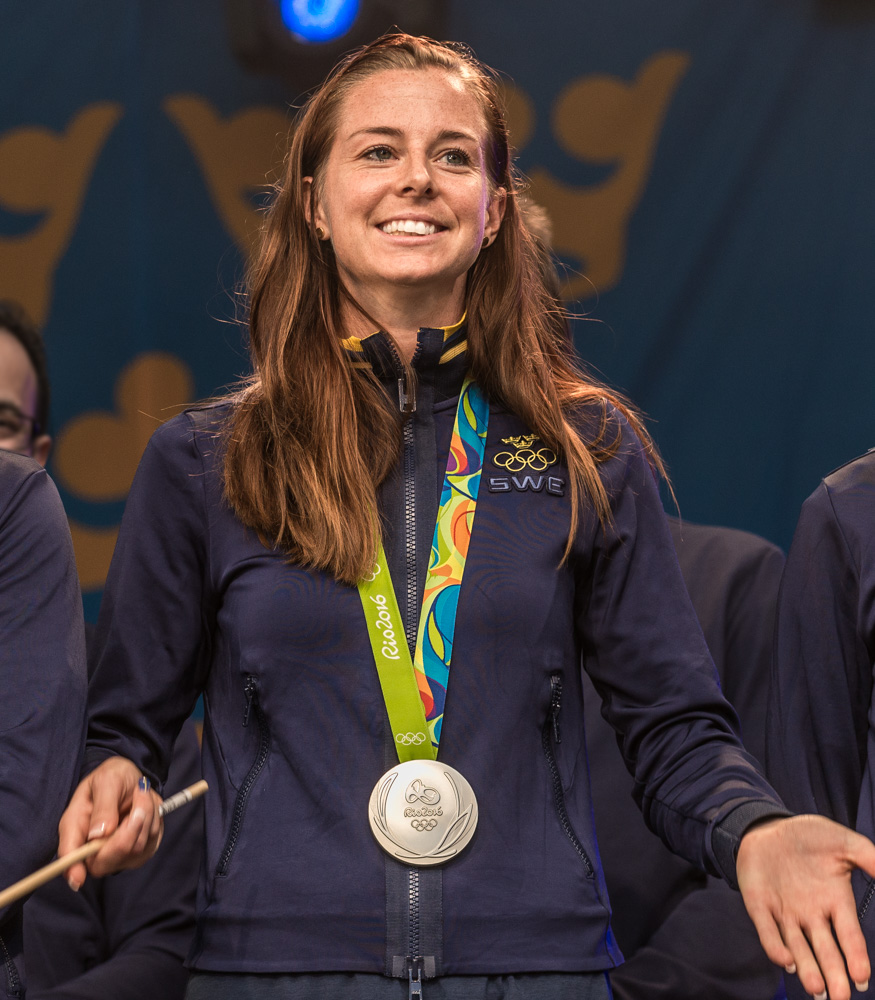
Lotta Schelin och OS-medaljörerna från Rio 2016 hyllas i Kungsträdgården i Stockholm den 21 augusti 2016.

År 2000 debuterade Schelin på seniornivå, i Mölnlycke IF som då gått upp i Division 1. Camilla Schelin hade då redan gått till Mölnlycke, och Lotta Schelin tyckte att det var tryggt att vara i samma lag som sin syster. Det första senioråret gav dock blandade erfarenheter, eftersom laget snart bytte tränare och till slut åkte ur serien när säsongen var över.

### 2001–2008 (Kopparbergs/Göteborg)
Efter nedflyttningen med Mölnlycke valde systrarna Schelin mellan att gå till Jitex BK i Division 1 eller Landvetter IF (nuvarande Kopparbergs/Göteborg FC) i Damallsvenskan. Bosse Falk var tränare i Landvetter, och hans intresse för Camilla och Lotta avgjorde deras val.
År 2001, som sjuttonåring, gjorde Schelin sedan allsvensk debut i Landvetter IF. Hon fick börja som yttermittfältare, eftersom laget redan hade två riktigt bra anfallare.
I det laget kom hon att spela över 100 allsvenska matcher och blev lagets dominerande profil. Efter en ryggskada i augusti 2002 var hon borta från allsvenskan till juni 2003. Under sin landslagskarriär, som inleddes 16 mars 2004 i Algarve Cup och fortsatte med OS i Aten, hade hon först skador i ljumskarna, och under 2005 en lårkaka och förkylning. Allt eftersom skadorna minskat har hennes betydelse som landslagsspelare ökat, och efter att hon 2006 bland annat gjort det enda målet i bronsmatchen mot Frankrike i Algarve Cup och avgjort flera matcher i kvalet till VM 2007 i Kina, vann hon diamantbollen och flera andra utmärkelser.
Schelin var Sveriges representant i Fifas världslag som mötte Kina i Wuhan den 22 april 2007 i samband med lottdragningen inför VM, precis då Marika Domanski Lyfors och Pia Sundhage börjat träna det kinesiska landslaget. Trots erbjudande från andra allsvenska klubbar stannade hon i Göteborg, men uttryckt intresse för att spela i den amerikanska ligan. Hennes klubbordförande Peter Bronsman bedömde att hon skulle kunna tjäna så mycket som 100 000 kronor i månaden.
Schelin inledde säsongen 2008 med tre mål på två landskamper mot England och Norge. Under Algarve Cup bänkades hon på grund av en lårskada, som även hindrat henne från spel under våren. Hon spelade sin första hela allsvenska match för säsongen den 14 juni.

### 2008–2016 (Lyon)
I juli 2008 gav Lyon i franska ligan ett värvningserbjudande till Schelin.
Den 21 augusti 2008 – några dagar efter att Sverige blivit utslaget från OS-turneringen – godkände Göteborg övergången. Kontraktet löpte från 1 september 2008 till 30 juni 2010. Det sägs ge klubben över en miljon kronor utöver Schelins andel, och var därmed dåtidens största övergång någonsin på damsidan.
Senare förlängde Schelin och klubben kontraktet. 26 maj 2011 vann hon tillsammans med Lyon Uefa Women's Champions League. Maj 2012 återupprepade Schelin och laget bedriften, genom att i finalen på Münchens Olympiastadion (inför 50 000 åskådare) besegra FFC Frankfurt.
23 maj 2013 spelade Lotta Schelin och Lyon sin fjärde raka Champions League-final, som man den här gången förlorade med 0–1 mot Wolfsburg. Schelin hade före finalen gjort 33 mål i internationella cuper för klubben, vilket är klubbrekord. Inför säsongsavslutningen skrev Schelin också ett nytt treårskontrakt med Lyon.
29 oktober 2014 gjorde Schelin sitt 73:e landslagsmål vilket innebär att hon gjort fler mål i svenska landslaget än någon annan fotbollsspelare genom tiderna. Tidigare rekordhållare var Hanna Ljungberg.
Den 26 maj 2016 avslutade Schelin sin tid i klubben med att vinna Champions League.

### Från 2016 (FC Rosengård, OS, karriärslut)
I juni 2016 värvades Schelin av FC Rosengård, där hon skrev på ett kontrakt fram till november 2018. Schelin debuterade den 16 juli 2016 mot Djurgårdens IF, när hon i den 22:a minuten byttes in mot skadade Nataša Andonova. I 90:e minuten gjorde Schelin även sitt första mål för klubben i en match som slutade 2–2.
Under OS i Rio i Brasilien i augusti 2016 tog hon hem silver med det svenska landslaget. De firades traditionsenligt i Kungsträdgården i Stockholm.
2017 drabbades Schelin av en pisksnärtsskada i nacken, efter en kraftig tackling. Skadan förvärrades senare, med permanent huvudvärk som följd. Den 30 augusti 2018 meddelade Lotta Schelin att hon avslutar fotbollskarriären, som en följd av den långvariga skadan.

## Meriter

### Utmärkelser
- Årets genombrott 2004,[28]
- Kristallkulan 2004, 2005, 2006[29]
- Diamantbollen 2006[12], 2011, 2012, 2013 och 2014
- Årets forward 2006, 2011, 2013, 2014[30]
- Allsvenskans skyttedrottning 2006 (21 mål) och 2007 (26 mål)[31]
- Årets Ebba 2006[32]
- Årets spelare (utsedd av Sveriges elitdamdomare, Sedd) 2006[33]
- Fifas världslag 2007[13]
- All star-lag: VM 2011[34]
- Guldskon för flest mål i EM 2013[35]

### Landslag
- OS: 2004, 2008, 2012, 2016
  - Silvermedalj 2016
- EM: 2005, 2009, 2013, 2017
- VM: 2007, 2011, 2015
  - Bronsmedalj 2011
- Främsta målskytt genom tiderna för Sveriges damlandslag (rekordet noterat med 88 mål).[22]

### Klubblag
- Division 1 Féminine: Vinnare 2009, 2010, 2011, 2012, 2013, 2014, 2015, 2016[36]
- Coupe de France Féminine: Vinnare 2012, 2013, 2014, 2015, 2016
- Uefa Women's Champions League:
  - Tvåa – 2010, 2013[20]
  - Vinnare – 2011[1], 2012, 2016
- Svenska cupen i fotboll för damer: Vinnare 2016, 2017
- Internationella kvinno Club Championship: Vinnare 2012
- Valais Kvinnors Cup: Vinnare 2014
- Algarve Cup: Vinnare 2009

## Familj
Lotta Schelin är gift med journalisten Rebecca Hedin (numera Schelin), född 28 maj 1972, som var landslagets presschef då de träffades.

## Källhänvisningar
1. 1 2  ”VM-truppen 2011: 8. Lotta Schelin”. svenskfotboll.se. Svenska Fotbollförbundet. http://svenskfotboll.se/landslag/damer/vm-truppen-2011/?profile=25699. Läst 19 juli 2011.
2. ↑  "Damlandslagsspelare 1973–2017"
3. ↑  Sveriges befolkning 1990, Version 1.01, Sveriges Släktforskarförbund: Schelin, Charlotta Eva
4. ↑  Sveriges befolkning 2000, Version 1.03, Sveriges Släktforskarförbund: Schelin, Lotta Eva
5. ↑  SVT Sport/video[död länk]
6. ↑  Lundqvist, Anders (30 april 2005). ”Prisad Schelin liknas vid Zlatan”. Dagens Nyheter. http://www.dn.se/sport/fotboll/prisad-schelin-liknas-vid-zlatan. Läst 19 juli 2011.
7. ↑  "Heta Stolen - Lotta Schelin". Arkiverad 30 oktober 2014 hämtat från the Wayback Machine. Grundenbois.com. Läst 19 maj 2013.
8. ↑  Holm, Stefan (2001-05-25): "Här stormar en ny generation fram". Aftonbladet.se. Läst 19 maj 2013.
9. ↑  ”Lotta Schelin avslöjad i ”Masked singer””. Sydsvenskan. 9 april 2021. https://www.sydsvenskan.se/2021-04-09/lotta-schelin-avslojad-i-masked-singer. Läst 17 april 2021.
10. ↑  Fleischmann, Björn (10 februari 2005). ”Göteborgs stora stjärnspelare stannar kvar på hemmaplan!”. svenskdamfotboll.se. Svensk Damfotboll. Arkiverad från originalet den 25 maj 2012. https://archive.is/20120525080040/http://www.svenskdamfotboll.se/index_new.php?news_id=67&start=0&category_id=&parent_id=0&arcyear=2005&arcmonth=2.
11. 1 2 3 4 5  Bråstedt, Mats/Schelin, Lotta (2013-05-18): "Storstjärnans nya miljonlön"/"Lotta Schelin om de fem klubbarna i karriären". GT/Sporten. Läst 19 maj 2013.
12. 1 2  ”Diamantbollen”. svenskfotboll.se. Svenska Fotbollförbundet. Arkiverad från originalet den 17 december 2011. https://www.webcitation.org/640HHGOx1?url=http://svenskfotboll.se/svensk-fotboll/historia/historik-damer/diamantbollen/. Läst 19 juli 2011.
13. 1 2  Svenska Fotbollförbundet (26 januari 2007). ” Dam: Lotta Schelin i världslaget!”. Pressmeddelande.  Läst 19 juli 2011.
14. ↑  Flinck, Johan (6 september 2007). ”Damernas Beckham”. Aftonbladet. http://www.aftonbladet.se/sportbladet/fotboll/sverige/damallsvenskan/article11237086.ab. Läst 19 juli 2011.
15. ↑  Thorén, Petra (20 juli 2008). ”Lyon vill ha Schelin”. Aftonbladet. http://www.aftonbladet.se/sportbladet/fotboll/damfotboll/article2938130.ab. Läst 19 juli 2011.
16. ↑  ”(Pressmeddelande)”. Kopparbergs/Göteborgs FC. 21 augusti 2008. Arkiverad från originalet den 11 december 2014. https://web.archive.org/web/20141211114010/http://www.gais.se/Fotboll/kgfc.nsf/0/D7A196CA7445ABBEC12574AC0046B771. Läst 19 juli 2011.
17. ↑  ”Lotta Schelin i Lyon 2010”. SVT. 31 augusti 2008. https://www.svt.se/sport/artikel/lotta-schelin-i-lyon-till-2010. Läst 19 juli 2011.
18. ↑  "Schelins Champ L-revansch". Arkiverad 28 maj 2011 hämtat från the Wayback Machine. SVT.se, 2011-05-27. Läst 10 januari 2012.
19. ↑  Saffer, Paul: "Lyon leave challengers reeling". Uefa.com. Läst 19 maj 2013. (engelska)
20. 1 2  Saffer, Paul (2013-05-23/2013-05-24): "Müller helps Wolfsburg end Lyon reign". Uefa.com. Läst 24 maj 2013. (engelska)
21. ↑  "Olympique Lyonnais (Women)". Uefa.com. Läst 19 maj 2013. (engelska)
22. 1 2  ”Tyskland vann - Schelin historisk målskytt”. SVT Sport. 29 oktober 2014. http://www.svt.se/sport/fotboll/traningsmatch-mellan-sverige-och-tyskland. Läst 29 oktober 2014.
23. ↑  ”Med Schelin ska Rosengård överraska Europa”. sydsvenskan.se. 8 juni 2016. http://www.sydsvenskan.se/2016-06-08/lotta-schelin-till-fcr-jag-ar-jattemotiverad. Läst 16 juli 2016.
24. ↑  ”Schelin poängräddare i debuten: "Hade varit roligare med tre poäng"”. fotbollskanalen.se. 16 juli 2016. http://www.fotbollskanalen.se/damallsvenskan/schelin-poangraddare-i-debuten-hade-varit-roligare-med-tre-poang/. Läst 16 juli 2016.
25. ↑  ”Damallsvenskan Matchinformation: FC Rosengård mot Djurgårdens IF FF 2016-07-16 (2-2)”. svenskfotboll.se. http://svenskfotboll.se/damallsvenskan/match/?scr=result&fmid=3210633. Läst 16 juli 2016.
26. ↑  Mats Bråstedt (30 augusti 2018). ”Jag får tro på det läkarna har berättat” (på svenska). Expressen. https://www.expressen.se/gt/sport/fotboll/damallsvenskan/just-nu-lotta-schelin-avslutar-sin-karriar/. Läst 30 augusti 2018.
27. ↑  Bergström, Kristoffer (30 augusti 2018). ”Lotta Schelin slutar – berättar öppet om ett år fyllt av smärta: ”Då var det godnatt””. Aftonbladet. https://www.aftonbladet.se/a/BJX8E9. Läst 2 juli 2019.
28. ↑  Svenska Fotbollförbundet (15 november 2004). ”Årets Genombrott”. Pressmeddelande.  Läst 19 juli 2011. Arkiverad från originalet den 23 februari 2019.
29. ↑  Pettersson, Tomas (24 augusti 2009). ”Schelin berättar om sin migränplåga”. Expressen. https://www.expressen.se/sport/fotboll/schelin-berattar-om-sin-migranplaga/. Läst 19 juli 2011.}
30. ↑  ”Arkiverade kopian”. Arkiverad från originalet den 18 maj 2014. https://web.archive.org/web/20140518210151/http://fogis.se/fotbollsgalan/tidigare-vinnare/ovriga-utmarkelser/. Läst 2 april 2015.
31. ↑  ”Svenska mästarinnor, publiksnitt och skyttedrottningar 1973-”. svenskfotboll.se. Svenska Fotbollförbundet. https://www.svenskfotboll.se/serier-cuper/elitfotboll/historik-dam/sm-guld--publik/. Läst 3 april 2020.
32. ↑  Svenska Fotbollförbundet (8 november 2007). ”Årets Ebbor utsedda”. Pressmeddelande.  Läst 19 juli 2011.
33. ↑  ”Schelin snällast enligt domarna”. SVT. TT. 29 september 2006. https://www.svt.se/sport/artikel/schelin-snallast-enligt-domarna/. Läst 19 juli 2011.
34. ↑  Fifa (18 juli 2011). ”Double delight for Sawa” (på engelska). Pressmeddelande.  Läst 19 juli 2011. Arkiverad från originalet den 22 juli 2011.
35. ↑  ”Sweden's Schelin wins Golden Boot”. UEFA. http://www.uefa.com/womenseuro/news/newsid=1975268.html. Läst 29 juli 2013.
36. ↑  "French Women's First Division 2012/13". Uefa.com. Läst 24 maj 2013. (engelska)
37. ↑  ”Rebecca Schelin”. Ratsit. https://www.ratsit.se/19720528-Rebecca_Gerthy_Astrid_Schelin_Kungsbacka/MOzpz-TeGKalRX-d7zPls7mRcVppJIbvGvbCvW9Kn0w.